# Somerton, Somerset
Somerton är en stad och en civil parish  i Storbritannien. Den ligger i grevskapet Somerset och riksdelen England, i den södra delen av landet, 190 km väster om huvudstaden London. Orten har 4 509 invånare (2001). Byn nämndes i Domedagsboken (Domesday Book) år 1086, och kallades då Sumer/Summertone/Sumertona.